# Краловец
Краловец (рум. Cralovăț) — село у повіті Тіміш в Румунії. Входить до складу комуни Тополовецу-Маре.
Село розташоване на відстані 383 км на північний захід від Бухареста, 31 км на схід від Тімішоари.

## Населення
За даними перепису населення 2002 року у селі проживали 199 осіб.
Національний склад населення села:
| Національність | Кількість осіб | Відсоток |
| -------------- | -------------- | -------- |
| серби          | 161            | 80,9%    |
| румуни         | 32             | 16,1%    |
| угорці         | 5              | 2,5%     |

Рідною мовою назвали:
| Мова      | Кількість осіб | Відсоток |
| --------- | -------------- | -------- |
| сербська  | 158            | 79,4%    |
| румунська | 32             | 16,1%    |
| угорська  | 8              | 4,0%     |